# Aragozaur
Aragozaur (Aragosaurus ischiaticus) – roślinożerny, czworonożny zauropod z rodziny kamarazaurów (Camarasauridae); jego nazwa znaczy "jaszczur z Aragonii".
Żył w epoce wczesnej kredy (ok. 130-120 mln lat temu) na terenach współczesnej Europy. Długość ciała ok. 18 m, wysokość ok. 6 m, masa ok. 28 t. Jego szczątki znaleziono w Hiszpanii (Aragonia).
Aragozaur był pierwszym nowym gatunkiem dinozaura odkrytym na terenie Hiszpanii.